# Master Soumy
Ismaila Doucoure plus connu sous le nom de Master Soumy né le (29 novembre 1983) est un artiste rappeur, auteur compositeur et chanteur, malien.
Il commence sa carrière musicale en 1996.
Il est le meilleur parolier du mouvement rap au Mali, piqué par le virus de la musique étant sur les bancs scolaires, Master Soumy a tracé son chemin de rappeur indépendamment des études. Il a terminé ses études et garde un pied dans le mouvement rap.

## Albums
- « Tounkaranke » (l’émigré) sorti en Mars 2007[4] ;

- « Sonsortibougou» (bidon ville) en 2009[4] ;

- « Saraka » (sacrifice) en 2011[4],

- « N’Guelekan » 2016[4].

## Récompenses
- Mali Hip-hop Awards du meilleur parolier pour l’année 2008-2009[5]
- Tamani (Victoire de la musique malienne) du meilleur artiste rap de 2009[5].
- Meilleur album pour "Saraka" lors du Mali hip-hop awards 2011[6]

- Médaillé de l’ordre du mérite décerné par l’État malien en 2017[7] avec effigie d'abeille[8]

- Chevalier de l’Ordre national du Mali en 2022[8]